# Pierre Vérin
Pour les articles homonymes, voir Vérin (homonymie).
 (janvier 2025).
Pierre Vérin, né le 6 avril 1934 à Niort(Deux-Sèvres) dans une famille d'exploitants agricoles et mort à Limoges le 15 juillet 2010 , est un anthropologue, archéologue et linguiste français. Spécialiste de Madagascar, de l’Océan Indien et de la Polynésie, il a laissé une œuvre multidisciplinaire sur ces régions.

## Biographie

### Formation
Après des études secondaires au Lycée de Melle, Pierre Vérin obtient un baccalauréat littéraire et poursuit ses études en classes préparatoires au lycée Michel-Montaigne à Bordeaux, puis au Lycée Henri-IV à Paris. Reçu au concours de l’École nationale de la France d’Outre-Mer (ENFOM) en 1953, il effectue son premier stage à Madagascar en 1954.
En parallèle, il obtient en 1956 à l’Université de la Sorbonne une licence en droit et une licence ès lettres, avec une spécialisation « Populations d’Outre-Mer ». Il étudie également à l’Institut national des langues et civilisations orientales (INALCO), où il obtient des diplômes de malgache (1959) et de langues océaniennes (1960).
Pour approfondir ses recherches, Pierre Vérin part aux États-Unis et intègre l’Université de Yale, où il obtient un Master of Arts en anthropologie et en langues austronésiennes. Il travaille notamment avec les professeurs Irving Rouse et Isidore Dyen.

### Carrière
À son retour des États-Unis, Pierre Vérin travaille sur le terrain dans l'ile de Sainte-Lucie avec l’archéologue Marshall B Mckusick . Il en tirera une monographie d' un village de descendants caraïbes. En 1961, il est détaché par l’ORSTOM pour une mission en Polynésie française, où il explore les Îles de la Société avec les chercheurs du Bishop Museum, notamment Kenneth Emory et Yosihiko Sinoto, tout en apprenant le tahitien. Il réalise plusieurs voyages scientifiques et prépare, sur l'île de Rurutu (archipel des Australes), une monographie archéologique qui sera soutenue en thèse de 3e cycle à la Sorbonne.
De retour à Madagascar en 1962, il devient assistant à la Faculté des lettres de l’Université de Tananarive. Il y dirige le Centre d’archéologie à Isoraka, et crée en 1970 le Musée d’archéologie, puis Musée d'Art et Archéologie de l'Université de Madagascar. Pendant son séjour sur place, il dirige un programme de recherches archéologiques couvrant plusieurs régions, se concentrant sur les échelles anciennes du commerce du nord de Madagascar qui seront l'objet de sa thèse de doctorat d’État, soutenue à la Sorbonne en 1972.  Ouvrage sur les relations culturelles et commerciales entre Madagascar, les mondes islamiques et austronésiens,  ce travail est publié en anglais sous le titre The History of Civilization in North Madagascar en 1986.
En 1973, Pierre Vérin rejoint la Faculté des lettres des Antilles-Guyane. Doyen dès 1974, il introduit des recherches sur les études créoles, tout en poursuivant ses travaux sur l’océan Indien. Puis, de 1975 à 1980, il est détaché comme conseiller culturel au Burundi puis à l'île Maurice, et enfin comme chef de la mission de coopération française aux Comores.
Il assure à partir de 1980, à la suite de Jacques Faublée (1912-2003), les fonctions de professeur de malgache à l’institut national des langues et civilisations orientales (dont il devient vice-président de 1987 à 1993). En 1982, il fonde le Centre d’études et de recherches sur l’océan Indien occidental (CEROI), qui publie la revue Études Océan Indien.
Il est également membre élu de l’Académie des sciences d'outre-mer et de l'Académie nationale malgache, président de section au conseil national des universités où il est élu sur la liste du Sgen-CFDT (15e section : langues et littératures arabes, chinoises, japonaises, hébraïque, d'autres domaines linguistiques).
En 1996, il rejoint l'université française du Pacifique comme Président de l'université jusqu'en 1999, avant la création de l’université de la Polynésie française issue de la séparation entre l'université de la Nouvelle-Calédonie et la Polynésie. Il poursuivra ensuite à Papeete l'enseignement et la recherche dans les langues austronésiennes (reo maohi). 

### Vie personnelle
Pierre Vérin épouse Juliette Razanamasy en 1959. De ce mariage naitront 4 enfants (Sonia, Emmanuel, Florence et Pierre-Maharavo).

## Axes de recherche
Les recherches de Pierre Vérin couvrent plusieurs disciplines :
- Archéologie : Études sur les sites anciens de Madagascar, notamment sur les zones nord et sud de l’île (Talaky, Efaho, Vohitrandriana), ainsi que dans le Pacifique (en particulier à Rurutu, en Polynésie Française ), et dans les Caraibes.
- Ethnologie et linguistique : Études sur les rites, les coutumes juridiques, et l’esthétique des groupes forestiers malgaches, ainsi que sur la littérature et la langue malgache. Il est l’auteur du Dictionnaire français-malgache (1993).
- Histoire environnementale : Analyse de la déforestation et des impacts humains sur l’écosystème malgache, avec des travaux publiés dans Man and the Environment in Madagascar (1972).

Publications majeures : Outre L'ancienne civilisation de Rurutu (îles Australes, Polynésie française) : la période classique ,Les échelles anciennes du commerce sur les côtes nord de Madagascar, Madagascar (Karthala, 1990) et Les Comores (Karthala, 1994), ses contributions incluent des articles dans des revues telles que American Anthropologist et Asian Perspectives.

## Distinctions
- Officier de l'ordre de Tahiti Nui (27 juin 2002)
- Officier de la Légion d'honneur (11 avril 2004)[4]
- Chevalier de l'ordre national du Mérite
- Officier de l'ordre des Palmes académiques,
- Chevalier de l'ordre de l'Étoile d'Anjouan